# Hervé Rozoum

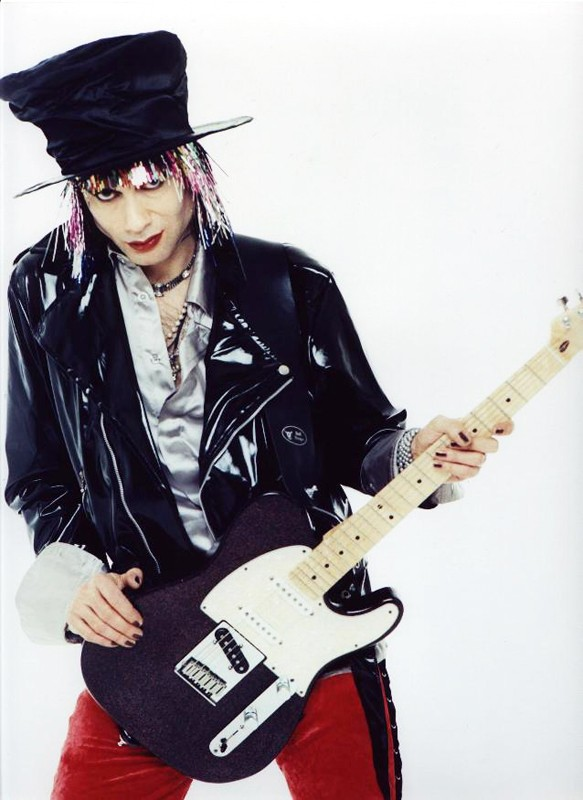
Hervé Rozoum im Jahr 2001

Hervé Rozoum (* 4. Oktober 1955 in Paris) ist ein französischer Gitarrist, Komponist, Arrangeur und Produzent.

## Leben
Der Sohn ausgewanderter ukrainischer Russen erhielt im Alter von fünf Jahren eine Ausbildung zum Sologeiger im Konservatorium in Paris. Bereits ein Jahr später hatte er seinen ersten Bühnenauftritt. Die musikalische Revolution der 1960er Jahre und insbesondere die Rolling Stones und die Beatles veranlassten Hervé Rozoum dazu mit 13 Jahren seine Geige gegen die elektrische Gitarre auszutauschen, um seinen Idolen nachzueifern. Nach dem Abschluss des Abiturs studierte er Philosophie und Psychologische Wissenschaft.
Als er im Alter von 17 als Gastmusiker bei der Band „The Frenchies“ im Bataclan auftrat, wurde der Schauspieler Jean-Pierre Kalfon auf ihn aufmerksam. Er stellte Hervé dem Sänger Jacques Higelin vor. Dieser nahm Hervé unter seine Fittiche und riet ihm, seine eigene Band zu gründen. Die Band Trans Europe Express (TEE) entstand.
Die erste Langspielplatte der Band (u. a. darauf zu hören, eine Ballade, gewidmet der Sängerin Inga Rumpf) war ein Rockalbum, das in Englisch eingesungen und von der Presse gut aufgenommen wurde. TEE wurde von Fachzeitschriften, und der von Jean-Paul Sartre gegründeten Zeitung „Libération“, gelobt. Danach fand der erste Auftritt der Band im Pariser „Olympia“, statt. Es folgten 3 Jahre, in denen TEE durch Frankreich tourte.
Zwei weitere Alben und mehrere ausgekoppelte Singles Radio- und Fernsehshows, Artikel in Rockmagazinen und Fotos der Band auf den Titelblättern von Magazinen machten während der 1970er Jahre Trans Europe Express zu einer der renommiertesten Bands Frankreichs.
Eine neu eingeführte Quotenregelung, die nur eine begrenzte Anzahl fremdsprachiger Künstler in den französischen Medien zulässt, beschnitt die Auftrittsmöglichkeiten von TEE und leitete somit das Ende der Band ein.

### Die 1980er Jahre

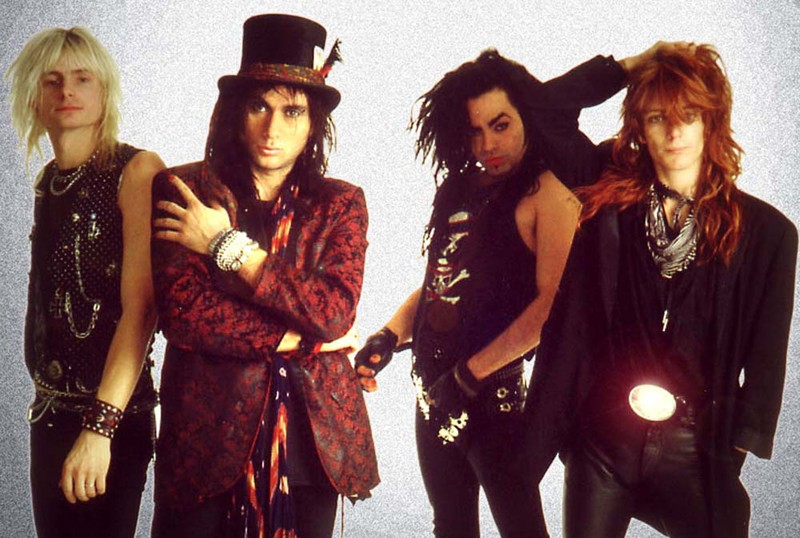
Hervé Rozoum mit Paul Ekness und den Gunslingers, 1989

In Deutschland, wo Rozoum einen Teil seiner Kindheit verbracht hatte, begann die Ära der „Neuen Deutschen Welle“. Um an diesem neuen Trend teilzunehmen, zog Hervé nach Hamburg. Währenddessen nutzte sein Manager, Bobbi Bruno, seine Kontakte und Erkenntnisse, die er mit TEE gesammelt hat, um die Band „Trust“ zur populärsten Band Frankreichs in den 80ern zu machen. Nach kurzer Zeit in Hamburg war Rozoum als Studiomusiker und Komponist für den Warner-Chappell Verlag tätig. Dort arbeitete er über mehrere Jahre mit Kuno Dreysse zusammen.
Als Sänger nahm er „La Poupée“, einen Song von Michel Polnareff, auf. Dieser wurde von Adrian Askew, u. a. früher Keyboarder bei Atlantis und Lake, co-produziert. Die Single war aber erfolglos. Als Gitarrist spielte und produzierte Hervé Rozoum, u. a. mit Teddy Ibing (Truck Stop), Joachim Witt, Kiev Stingl, Johnny and the Hurricanes, Linda Fields.
1983 wurde er Mitglied der „Big Balls and the Great White Idiot“, einer Post-Punk Formation. Mit den „Balls“ nahm er mehrere Alben und Singles auf und ging auf Tour durch Deutschland und Frankreich.
Während einer vom Goethe-Institut initiierten Tournee des Theaterstücks „Voll auf der Rolle“ lernte Hervé Rozoum den Schauspieler und Sänger Jan Fedder kennen. Anfang 2000 bat Fedder ihn, einige seiner Konzerte als Gitarrist zu begleiten. Es folgte eine vom Hamburger Schauspielhaus produzierte Tour durch Deutschlands Schauspielhäuser mit Barbara Bilabel‘s Musical „Babylon“ und dem Schauspieler Michael Schönborn.
Die deutsche Gitarrenfirma Hoyer schloss mit Rozoum einen Werbe- und Promotionvertrag und baute für seine Bedürfnisse Gitarren, mit denen er bei dieser Tour auftrat. Für den NDR moderierte er den TV-Dokumentarfilm „Die Musikinstrumente und ihre Geschichte“ über die elektrische Gitarre, drehte einen Film und arbeitete nebenbei als Synchronsprecher.
Als die englische Rockband „The Gypsies“ während einer Europa-Tournee ihren Gitarristen aus Streitgründen verlor, wurde er engagiert und lernte auf dem Weg zum nächsten Konzert im Band-Bus das gesamte Repertoire. Die Tour der Gypsies endete in London, wo Hervé zunächst bei dem Leadsänger Paul Ekness aus Toronto lebte. Hervé Rozoum und Paul Ekness beschlossen, die „Gunslingers“ zu gründen. Die Karriere der Band begann in London und setzte sich in Hamburg, wo die Gunslingers ihr erstes Album aufnahmen („For my mom“), fort. Das Stern Magazin und die Bravo lobten die Qualität dieses Projektes. „For my mom“ wird Album des Monats im Rock Hard Magazin und war für ein paar Wochen in den englischen Charts vertreten.
Die ausgekoppelte Single „St. Pauli“ wurde in Hamburg zur Hymne und ist auf einer Kompilation der Plattenfirma Metronome über die schönsten Lieder, die Hamburg besingen, zwischen Hans Albers und Freddy Quinn, enthalten. Die Gunslingers traten am Millerntor im St. Pauli Stadium auf, spielten täglich über mehrere Monate im Theaterstück „Der Aufhänger“ mit u. a. Andrea Werner, Michael Weber und Christoph Finger. Die Band tourte durch England, Frankreich, Italien und Deutschland.

### 1990er Jahre
Hervé und Pauls’ Gunslingers hatten sich in Berlin niedergelassen, und eine neue Begleitband rekrutiert. Sie verbrachten für ihr neues Album ein Jahr im Studio (mit, u. a. Freund und Sounddesigner Riccardo van Krugten, Jocelyn B. Smith und Eena – später, Luci van Org, Sängerin der Band Lucilectric – als Backgroundsängerinnen).
Inzwischen waren Aerosmith zurück im Geschäft, und den Gunslingers wurde vorgeworfen Guns N’ Roses zu kopieren. Paul Ekness kehrte, enttäuscht von den Plattenfirmen, zurück nach Toronto, wo er Vater geworden war.
Als Gitarrist arbeitete Hervé Rozoum u. a. mit Nina Hagen und Bernward Büker. Er produzierte Musik für Martin Semmelrogge und im Auftrag von Toni Krahl war er als Produzent für André Herzberg und die Inchtabokatables tätig.
1994 hatte das Friedrich Kurz Musical-Spektakel „Shakespeare & Rock 'n' Roll“ Premiere im Musical Theater Berlin. Rozoum war als erster Gitarrist und Co-Arrangeur dabei und stand mit John Davies, Stevie Woods, Gitte Hænning, Taco, oder Udo Lindenberg auf der Bühne. Er spielte über 1000 Mal die Rocky Horror Show in Berlin und München, tourte bei Galas, wo er das Beste aus Cats, Starlight Express, Jesus Christ Superstar, Grease wiedergab. Während dieser Zeit ist Rozoum bei der Gitarrenfirma Gibson unter Vertrag und promotet ihr Produkt.

### Seit 2000 bis Heute

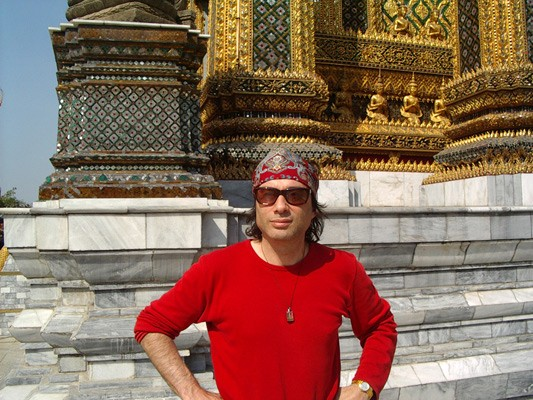
Hervé Rozoum in Bangkok / 2004

Im Jahr 2000 wurde es ruhiger um ihn. 2001 kehrte er nochmal zu seinen Wurzeln zurück und startete ein Glamrock-Projekt mit einer Auslese aus der Berliner Künstler- und Musikerszene. 2003 übernahm er als musikalischer Gesamtleiter die Leitung der Sylvester Gala im Hilton Hotel Berlin. 2004 gründete er „Popdeluxe“, eine Galaband, mit der er im Ausland tourte. Seit 2005 arbeitet Hervé Rozoum als Gitarrist sowie als Produzent für verschiedene Projekte und leitet eine Firma, im Bereich Sounddesign, Grafikdesign und Webdesign.
Rozoum lebt in Berlin. Der Sänger Daniel Darc (eigentlich Daniel Simon Rozoum) war sein Cousin.

## Diskografie (Auszug)
- 1976 Trans Europe Express / Need your love
- 1977 Trans Europe Express / Living for Rock and Roll
- 1978 Trans Europe Express / same players shoot again
- 1978 Trans Europe Express / Sha la la le lee
- 1979 Trans Europe Express / Various – New Coming
- 1980 Trans Europe Express / Somewhere in Hamburg
- 1980 Trans Europe Express / No one else
- 1983 Hervé Rozoum / La poupée
- 1985 Babylon Tour / Fallen angels
- 1987 Balls & les fleurs du mal / Je t’aime
- 1988 Big Balls / 10 years Balls
- 1988 Balls / Song And Legend
- 1989 Gunslingers / For my mom
- 1990 Gunslingers / St. Pauli
- 1991 Foundations forum 91 – Gunslingers / Rock city
- 1992 Das Herz von St. Pauli
- 1992 Best of Rheinkultur
- 1993 Gunslingers – Gunslingers
- 1994 Shakespeare & Rock ’n’ Roll – Musical Theater Berlin
- 1995 The sound of Shakespeare & Rock ’n’ Roll
- 1997 Shakespeare & Rock ’n’ Roll Live in Concert
- 1997 The big Waltz (Soundtrack – Die Mutter des Killers)

## Fernsehen
- So ein Hundeleben / Regie: Renée Verdan
- Die Musikinstrumente und Ihre Geschichte (Die E-Gitarre) / NDR Produktion

## Synchron
- Zirkus Roncalli / ZDF-Produktion